# Leontodon siculus
Leontodon siculus là một loài thực vật có hoa trong họ Cúc. Loài này được (Guss.) Nyman mô tả khoa học đầu tiên.